# Blepharodera
Blepharodera es un género de insectos blatodeos (cucarachas) de la familia Blaberidae, subfamilia Epilamprinae.
Dos especies pertenecen a este género:
- Blepharodera ciliata Burmeister, 1838
- Blepharodera discoidalis (Brunner von Wattenwyl, 1865)

## Distribución geográfica
Se pueden encontrar en Sudáfrica.

## Sinonimia
El género Blepharodera ha sido denominado de varios modos:
- Culama Walker, 1868
- Culamana Uvarov, 1939
- Hemiblatta Saussure, 1891
- Karnyia Shelford, 1909